# Томаниви
Томаниви (ранее называлась горой Виктория) — потухший вулкан высотой 1324 метров, расположенный на северном высокогорье острова Вити-Леву, самая высокая горная вершина Фиджи. На Томавини берут начало реки Рева, Навуа, Сингатока и Ба.
На склонах горы расположена значительная часть высокогорных лесов острова. поэтому флора и фауна горы отличаются большим разнообразием видов. 17500 гектаров склонов горы являются ключевыми орнитологическими территориями Данные территории включают: Природный заповедник Томаниви и Лесной заповедник Вабу (образуют единый лесной массив). На этих территориях сохраняются такие угрожаемые и вымирающие виды, как тонганский голубь, красногорлый украшенный лори, розовый попугай.